# Lennie Kristensen
Lennie Kristensen (* 16. Mai 1968 in Silkeborg) ist ein ehemaliger dänischer Radrennfahrer im Bereich Straßenradsport und Mountainbikesport.

## Karriere
Kristensen begann seine Radsportkarriere auf der Straße und auf dem Mountainbike. Als Mountainbiker konnte er bereits 1992 den dänischen Meistertitel der Amateure erringen. Zwei Jahre später wurde er beim gleichen Wettbewerb Dritter. Diese Erfolge konnte er auch als Profi im niederländischen Team Giant bestätigen und 1996 die Bronzemedaille bei der dänischen Meisterschaft herausfahren. Im folgenden Jahr krönte er sich dann sogar zum Europameister und wurde Zweiter bei den nationalen Titelkämpfen. Mit der erneuten Bronzemedaille 1999 im gleichen Rennen beendete er seine Laufbahn als Mountainbiker, um sich ganz auf seine Straßenkarriere zu konzentrieren.
Auf der Straße hatte Kristensen bereits 1989 mit der Silbermedaille bei den dänischen Amateurmeisterschaften ein erstes Ausrufezeichen gesetzt. Auch im Einzelzeitfahren zeigte er seine Qualitäten und errang 1990 auch in dieser Disziplin einen Podiumsplatz bei der Amateurmeisterschaft. In den folgenden Jahren verlegte er sich aber eher auf den Mountainbike-Sport, erst nach Ende seiner dortigen Profilaufbahn 1998 feierte er auch wieder Erfolge auf dem Rennrad und unterschrieb 1999 auch seinen ersten Vertrag als Straßen-Berufsradfahrer bei der dänischen Mannschaft Team Fakta. Seinen ersten Profisieg errang Kristensen bereits im Februar 1999 bei der Tour de Langkawi in Malaysia, wo er den Prolog für sich entschied. Im Jahr darauf holte er mit seinen Teamkollegen Bronze bei der dänischen Meisterschaft im Mannschaftszeitfahren. In der Tour de Normandie gewann er die vierte Etappe, bei seinem Heimrennen, der Dänemark-Rundfahrt, verpasste er als Zweiter am ersten Tag nur knapp einen weiteren Sieg und wurde Gesamt-Fünfter. Kristensens Saison 2002 war durch zweite Plätze gekennzeichnet, so musste er beim GP de Wallonie, Rund um die Hainleite, jeweils einer Etappe der Luxemburg-Rundfahrt, der Österreich-Rundfahrt sowie der dänischen Meisterschaft jeweils einem anderen Fahrer den Vortritt lassen. In seiner Zeit bei Fakta, die 2002 endete, holte er zudem bei einigen Kriterien in Dänemark Spitzenplatzierungen.
Zur Saison 2003 wechselte Kristensen zum Team CSC. Gleich in seinem ersten Einsatz für die neue Mannschaft im Januar bei der Tour Down Under in Australien verpasste er den Gesamtsieg denkbar knapp gegenüber dem zeitgleichen Mikel Astarloza. Außerdem wurde er auch Zweiter in der Bergwertung. Nachdem weitere Erfolge ausgeblieben waren, beendete Kristensen Ende 2003 seine aktive Karriere.

## Erfolge

### Mountainbike
1992
- Dänischer Amateurmeister

1994
- Dritter dänische Amateurmeisterschaft

1996
- Dritter dänische Meisterschaft

1997
- Europameister
- Zweiter dänische Meisterschaft

1999
- Dritter dänische Meisterschaft

### Straße
1989
- Zweiter dänische Amateurmeisterschaft

1990
- Dritter dänische Amateurmeisterschaft (Zeitfahren)

1999
- Sieger Prologzeitfahren Tour de Langkawi

2000
- Dritter dänische Meisterschaft (Mannschaftszeitfahren)
- Sieger vierte Etappe Tour de Normandie

2002
- Zweiter dänische Meisterschaft